# Erin O'Connor

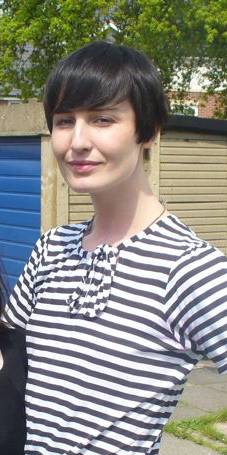
Erin O'Connor (2008)

Erin O'Connor (Walsall (Engeland), 9 februari 1978) is een Brits supermodel. Ze is bekend om haar lengte (184 cm), haar bleke huid en lange ledematen. Op school droeg ze de bijnaam Morticia (De bekende vrouw uit The Addams Family) door deze uiterlijke eigenschappen. Net als Kate Moss en Stella Tennant heeft ze een androgyne uitstraling.

## Biografie
Erin werd ontdekt in haar woonplaats Birmingham toen ze 16 jaar was in 1994. Twee jaar later werden voor het eerst foto's van haar gepubliceerd in een tijdschrift. Tien jaar na haar ontdekking is ze uitgegroeid tot een inspiratie bron voor de modewereld onder andere voor grote namen zoals Rodrigo Otazu, Karl Lagerfeld, en Jean-Paul Gaultier. Karl Lagerfeld noemt haar een van de beste modellen van de wereld en Jean-Paul Gaultier noemt haar kunst en theater.
Erin O'Connor werkte met grote labels als Chanel, Versace, Givenchy, Dolce & Gabbana, Gucci, Armani, en Jean-Paul Gaultier. Ook heeft ze voor vele grote merken op de catwalk gelopen. In 2005 werkte ze mee aan een campagne voor het commerciële Marks and Spencer. Mensen vroegen zich af waarom ze de campagne had gedaan waarop ze antwoordde dat ze kleding verkoopt en dat het niet uitmaakt wat ze aanheeft.
- Library of Congress Control Number: n2008010102
- Virtual International Authority File: 41308433
- WorldCat: E39PBJxCBffxFpbRbRT6PQfTHC